# Jošt Pišek
Jošt Pišek, slovenski nogometaš, * 10. marec 2002, Trbovlje.
Pišek je profesionalni nogometaš, ki igra na položaju vezista. Od leta 2024 je član kluba NK Celje. Pred tem je igral za slovenske Domžale. Bil je tudi član slovenske reprezentance do 21 let. V prvi slovenski ligi je dosegel 11 zadetkov na 66 tekmah.

## Življenje
Z nogometom se je začel ukvarjati pri sedmih letih v nogometnem klubu Kisovec, nato je nadaljeval pri Zagorju. S 13 leti so ga opazili skavti iz Domažal, nakar se jim je tudi pridružil v akademiji. Mladost je preživljal na Izlakah, ter med drugimi tudi okleval med judom in nogometom, odločil se je za slednjega.